# لیگ برتر فوتسال زنان ایران ۱۳۹۴
لیگ برتر فوتسال زنان ایران ۱۳۹۴-۹۵ بالاترین لیگ فوتسال بانوان در ایران است که در سال ۱۳۹۴ آغاز شد و  در ۳ اردیبهشت ۱۳۹۵ به پایان رسید. ۱۰ تیم در این دوره از لیگ شرکت داشتند و مسابقات در ۲۲ هفته برگزار شد که در پایان تیم دانشگاه آزاد با مربیگری شهرزاد مظفر به مقام قهرمانی این مسابقات رسید. ۹۲۰ گل از خطوط دروازه ها گذشت. بهترین خط حمله و بهترین خط دفاع به تیم دانشگاه آزاد تعلق گرفت و برای دومین سال متوالی سارا شیر بیگی ملی پوش تیم تعاونی احرار رشت هم خانم گل لیگ شد. از بازیکنان تیم قهرمان دانشگاه آزاد میتوان از لیلا اقبالی نام برد.

## رده‌بندی پایانی
| رتبه | تیم                 | امتیاز |
| ---- | ------------------- | ------ |
| ۱    | دانشگاه آزاد        | ۵۴     |
| ۲    | ملی حفاری اهواز     | ۴۸     |
| ۳    | تعاونی احرار رشت    | ۴۳     |
| ۴    | پالایش نفت آبادان   | ۳۸     |
| ۵    | آراد کرمان          | ۲۷     |
| ۶    | ابرسنگ سارینا بابل  | ۲۵     |
| ۷    | شهرداری البرز زنجان | ۱۳     |
| ۸    | دکتر جمشیدی‌راد      | ۱۱     |
| ۹    | بازرگانی امیرنوشهر  | ۸      |
| ۱۰   | شهرداری تبریز       | ۴      |